# Pedro Lira

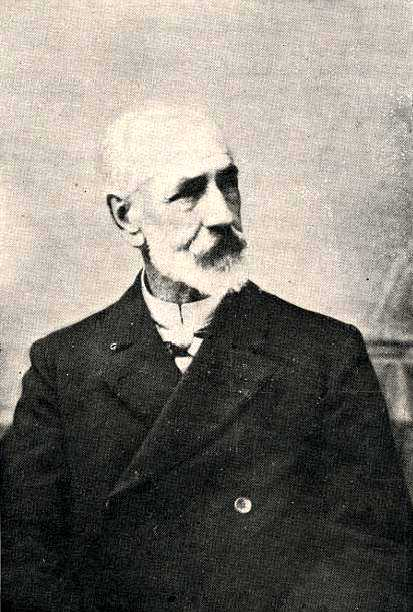
Pedro Lira

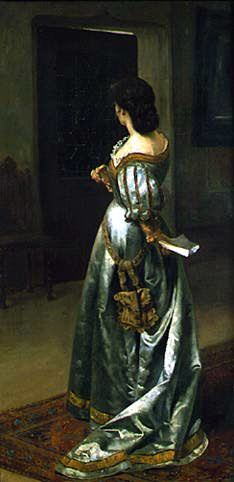
Pedro Lira, Carta de amor, Museo Nacional de Bellas Artes, Santiago de Chile

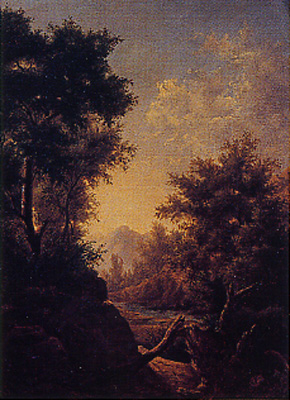
Pedro Lira, Landschaft, 1871

Pedro Lira Rencoret (* 17. Mai 1845 in Santiago de Chile; † 20. April 1912 ebenda) war ein chilenischer Maler. Er zählt zur Generation der großen chilenischen Meister wie Juan Francisco González, Alfredo Valenzuela Puelma und Alberto Valenzuela Llanos, deren Hauptwerk um die Wende zum 20. Jahrhundert entstand.

## Leben
Der aus einer wohlhabenden Familie stammende Lira besuchte das Instituto Nacional in Santiago und nahm ab dem sechzehnten Lebensjahr Kurse an der von Alejandro Cicarelli geleiteten Academia de Pintura. Bis 1867 studierte er Jura an der Universidad de Chile. Seit 1865 nahm er Unterricht bei dem Landschaftsmaler Antonio Smith.
Bekannt wurde Lira durch seine Teilnahme an der Nationalausstellung 1872. Im Folgejahr reiste er mit seiner Frau Elena Orrego Luco und seinem Schwager, dem Maler Alberto Orrego Luco, nach Paris. Dort blieb er bis 1884, vervollkommnete seine Ausbildung in akademischer Malerei und schuf mythologische und Historiengemälde.
1884 kehrte er nach Chile zurück. Dort gründete er mit dem Bildhauer José Miguel Blanco die Unión Artística und veranstaltete die erste chilenische Kunstausstellung. Mit Unterstützung der Regierung eröffnete er das Museo de Pintura in der Quinta Normal de Agricultura und wurde Mitglied der Comisión de Bellas Artes. Er wurde als Kunstkritiker bekannt, übersetzte kunstgeschichtliche Werke und veröffentlichte 1902 ein Diccionario Biográfico de Pintores. Von 1892 bis zu seinem Tode war er Leiter der Escuela de Bellas Artes.

## Werk
Lira schuf über 500 Gemälde, von durch Smith geprägten frühen Landschaftsbildern über akademische Historiengemälde bis zu einem sozialkritischen realistischen Spätwerk. Mit La Fundación de Santiago gewann er eine Silbermedaille bei der Weltausstellung Paris 1889.

## Schriften
- Diccionario biográfico de pintores. Esmeralda, Santiago de Chile 1902. (Digitalisat der Memoria Chilena; PDF, 85,39 MB)